# شرکت وین
شرکت وین یک شرکت تخیلی در داستان‌های ابرقهرمانی شرکت دی‌سی است. (به‌انگیسی: Wayne Enterprises, Inc) این شرکت با نام WayneCorp نیز شناخته می‌شود.
شرکت وین یک شرکت بزرگ و در حال رشد و چند ملیتی است. شرکت وین و بنیاد وین عمدتاً توسط مدیر و دوست بروس وین، لوسیوس فاکس اداره می‌شوند. فاکس بیشتر تصمیمات شرکت را به نفع بروس وین اتخاذ می‌کند، زیرا زمان بروس وین عمدتاً به عنوان بتمن اِشغال شده‌است.
شرکت وین در آثار فیلم و تلویزیونی به عنوان یک کنگلومر تجاری معرفی شده‌است، که طبق استانداردهای یک شرکت چند ملیتی مدل‌سازی شده‌است.

## تاریخچه شرکت وین در کامیک‌های دی‌سی
شرکت وین در قرن هفدهم توسط نیاکان بازرگان خانواده وین تأسیس شده‌است. این شرکت در میان قدیمی‌ترین شرکتهای جهان دنیای دی‌سی قرار دارد. این شرکت از ده‌ها مشاغل توسط برادران قاضی سلیمان وین و جوشوا وین شروع به کار کرد. با درآمد حاصل از قاضی وین، اساساً با استخدام سیروس پینکنی، شهر گاتهام را بنا کرد.
آلن وین، پسر و وراث قاضی وین، در قرن نوزدهم رسماً آن را به یک شرکت بزرگ تبدیل کرد. آلن وین که پدر بزرگ بروس وین بود، وین حمل و نقل، وین شیمیایی و وین را ساخت. تمام این شرکت‌ها توسط انقلاب صنعتی جهان انرژی می‌گرفتند. شاخه‌های بیشتری ایجاد شده و متنوع شده‌اند، در حالی که دیگران کاهش یافته و متعاقباً دور انداخته شده‌اند. در طول سال‌ها، این شرکت از یک خانه بازرگانی به یک شرکت بزرگ کنگلومرای چند ملیتی در جهان DC توسعه یافته‌است. بیش از LexCorp , Stagg Enterprises و Ferris Aircraft.
تحت کنترل پاتریک و لورا وین، وین شرکت از آن زمان به بعد به یک " شرکت سبز " تبدیل شد و از نظر زیست‌محیطی آگاه شد.

## برج وین
در درون کامیک‌های دی سی، برج وین دفتر مرکزی شرکت وین است. همچنین به نام «برج قدیمی وین» و «دفتر مرکزی صنایع وین» خوانده می‌شود. این بنا در سال ۱۸۸۸ توسط آلن وین ساخته شده‌است. این برج پس از ساخت آن بلندترین ساختمان در شهر گاتهام بود. برج وین ساخته شده به عنوان سمبل برای استقبال از همه کسانی که وارد شهر می‌شوند، برج وین دارای ۱۳ غرغره یا «نگهبان» است که آلن وین اصرار داشت که به آنها گفته می‌شود، برای هر ۱۳ نقطه ورود به شهر از بازدیدکنندگان استقبال می‌کند. پنج نگهبان در ردیف اول، پنج دروازه اصلی را به سمت گاتهام، سه پل و دو تونل تماشا می‌کنند. بالاتر از این، هفت نگهبان هفت خط قطار را که در ایستگاه اتحادیه زیر پایه برج همگرا هستند، تماشا می‌کنند. یک نگهبان سیزدهم در سال ۱۹۳۰ اضافه شد و در وسط برج قرار دارد. آخرین موردی که هنری وین اضافه کرد، فرودگاه را تماشا می‌کند و با آسانسور یا از روی عرشه آن را نمی‌توان دید.
در بالای برج وین یک تابلو مشاهده است که آلن وین ادعا می‌کند هر آخر هفته به صورت رایگان برای عموم آزاد است. دارای شیشه شناور لمینت دو لایه برای ویندوزهایی با کیفیت کریستالی، ضدآب و نشکن است.